# 121 Lupi
121 Lupi (g Lupi) é uma estrela na direção da Lupus. Possui uma ascensão reta de 15h 41m 11.52s e uma declinação de −44° 39′ 38.0″. Sua magnitude aparente é igual a 4.64. Considerando sua distância de 57 anos-luz em relação à Terra, sua magnitude absoluta é igual a 3.42. Pertence à classe espectral F5IV-V.